# Kiss Milán Krisztián
Kiss Milán Krisztián (2003. július 15. –) egyszeres férfi futsal Magyar kupa-győztes, háromszoros futsal NB1-bronzérmes futsalos.

## Csapatai

### Labdarúgás
| BALATONSZABADI LE  | 2010. 10. 08.              | 2017. 02. 19. | Új igazolás   |            |
| BALATONSZABADI LE  | SIÓFOKI BÁNYÁSZ SE         | 2017. 02. 20. | 2019. 08. 20. | Átigazolás |
| SIÓFOKI BÁNYÁSZ SE | VESZPRÉMI FOCI CENTRUM USE | 2019. 08. 21. | .             | Átigazolás |

### Futsal
| SIÓFOKI BÁNYÁSZ SE | 2017. 11. 30.     | 2018. 09. 09. | Új igazolás   |            |
| SIÓFOKI BÁNYÁSZ SE | SZILÁGYI DSE      | 2018. 09. 10. | 2023. 08. 13. | Átigazolás |
| SZILÁGYI DSE       | FCV SPORTSZERVEZŐ | 2023. 08. 14. | 2024. 06. 10. | Átigazolás |

## Szezonok
| 2023/2024 - 1. FUTSAL CLUB VESZPRÉM | Összes | Kezdő | Csere | Kispad | Gól | Öngól | Sárga | Piros |  |
|                                     | 31     | 0     | 31    | 0      | 6   | 0     | 3     | 0     |  |
| ----------------------------------- | ------ | ----- | ----- | ------ | --- | ----- | ----- | ----- |  |
| Férfi Futsal NB I. (3.)             | 21     | 0     | 21    | 0      | 2   | 0     | 1     | 0     |  |
| Férfi Futsal Magyar Kupa            | 4      | 0     | 4     | 0      | 3   | 0     | 1     | 0     |  |
| Férfi Futsal NB I. Felső-ház (6.)   | 6      | 0     | 6     | 0      | 1   | 0     | 1     | 0     |  |

| 2022/2023 - BALATON BÚTOR SZILÁGYI, VESZPRÉM FUTSAL | Összes | Kezdő | Csere | Kispad | Gól | Öngól | Sárga | Piros |  |
|                                                     | 61     | 30    | 31    | 0      | 55  | 0     | 4     | 0     |  |
| --------------------------------------------------- | ------ | ----- | ----- | ------ | --- | ----- | ----- | ----- |  |
| Férfi Futsal NB I. (4.)                             | 17     | 2     | 15    | 0      | 4   | 0     | 1     | 0     |  |
| Férfi Futsal Magyar Kupa                            | 4      | 1     | 3     | 0      | 2   | 0     | 0     | 0     |  |
| MLSZ Országos Futsal U20 (3.)                       | 24     | 23    | 1     | 0      | 37  | 0     | 2     | 0     |  |
| ADA BAU KFT. U20 Futsal bajnokság Kelet (1.)        | 2      | 1     | 1     | 0      | 6   | 0     | 0     | 0     |  |
| Férfi Futsal NB I. Felső-ház (4.)                   | 10     | 3     | 7     | 0      | 3   | 0     | 0     | 0     |  |
| Férfi Futsal NB I. 3. helyért (1.)                  | 4      | 0     | 4     | 0      | 3   | 0     | 1     | 0     |  |

| 2021/2022 - SZILÁGYI FUTSAL, VESZPRÉM FUTSAL          | Összes | Kezdő | Csere | Kispad | Gól | Öngól | Sárga | Piros |  |
|                                                       | 71     | 40    | 31    | 0      | 67  | 0     | 7     | 1     |  |
| ----------------------------------------------------- | ------ | ----- | ----- | ------ | --- | ----- | ----- | ----- |  |
| Férfi Futsal NB I. (3.)                               | 16     | 0     | 16    | 0      | 0   | 0     | 0     | 0     |  |
| Férfi Futsal Magyar Kupa                              | 4      | 0     | 4     | 0      | 1   | 0     | 0     | 0     |  |
| Fiú Futsal I. osztály U20 Nyugati csoport (2.)        | 23     | 22    | 1     | 0      | 36  | 0     | 5     | 1     |  |
| REGIONÁLIS FUTSAL BAJNOKSÁG BUDAPESTI 1. CSOPORT (5.) | 14     | 14    | 0     | 0      | 20  | 0     | 2     | 0     |  |
| ADA BAU KFT. U20 Futsal bajnokság (1.)                | 6      | 4     | 2     | 0      | 10  | 0     | 0     | 0     |  |
| Férfi Futsal NB I. Felső-ház (3.)                     | 5      | 0     | 5     | 0      | 0   | 0     | 0     | 0     |  |
| Férfi Futsal NB I. 3. helyért                         | 3      | 0     | 3     | 0      | 0   | 0     | 0     | 0     |  |

| 2020/2021 - SZILÁGYI FUTSAL, BALATON BÚTOR FC VESZPRÉM | Összes | Kezdő | Csere | Kispad | Gól | Öngól | Sárga | Piros |  |
|                                                        | 52     | 25    | 27    | 0      | 36  | 0     | 2     | 0     |  |
| ------------------------------------------------------ | ------ | ----- | ----- | ------ | --- | ----- | ----- | ----- |  |
| Férfi Futsal NB I. (3.)                                | 9      | 0     | 9     | 0      | 0   | 0     | 0     | 0     |  |
| Férfi Futsal Magyar Kupa                               | 3      | 0     | 3     | 0      | 0   | 0     | 0     | 0     |  |
| ADA BAU KFT. U20 Futsal bajnokság (1.)                 | 10     | 7     | 3     | 0      | 15  | 0     | 0     | 0     |  |
| Fiú Futsal I. osztály U20 Nyugati csoport (5.)         | 15     | 11    | 4     | 0      | 13  | 0     | 0     | 0     |  |
| REGIONÁLIS FUTSAL BAJNOKSÁG BUDAPESTI 2. CSOPORT (2.)  | 12     | 7     | 5     | 0      | 8   | 0     | 2     | 0     |  |
| Férfi Futsal NB I Felső-ház (3.)                       | 2      | 0     | 2     | 0      | 0   | 0     | 0     | 0     |  |
| Férfi Futsal NB I. 3. helyért                          | 1      | 0     | 1     | 0      | 0   | 0     | 0     | 0     |  |

| 2019/2020 - SZILÁGYI DSE, VESZPRÉMI FC USE     | Összes | Kezdő | Csere | Kispad | Gól | Öngól | Sárga | Piros |  |
|                                                | 35     | 13    | 22    | 0      | 38  | 0     | 2     | 1     |  |
| ---------------------------------------------- | ------ | ----- | ----- | ------ | --- | ----- | ----- | ----- |  |
| MLSZ U-17 III. osztály Közép-Nyugat (1.)       | 9      | 7     | 2     | 0      | 2   | 0     | 0     | 0     |  |
| MLSZ U-19 III. osztály Közép-Nyugat (2.)       | 1      | 0     | 1     | 0      | 0   | 0     | 0     | 0     |  |
| Fiú Futsal I. osztály U17 Nyugati csoport (4.) | 11     | 2     | 9     | 0      | 16  | 0     | 1     | 1     |  |
| Veszprém Megyei U17 Futsal Bajnokság (1.)      | 1      | 0     | 1     | 0      | 0   | 0     | 0     | 0     |  |
| U17 Futsal Téli torna "A" (1.)                 | 6      | 3     | 3     | 0      | 9   | 0     | 1     | 0     |  |
| MTD Hungária Téli Kupa Veszprém (2.)           | 1      | 1     | 0     | 0      | 0   | 0     | 0     | 0     |  |
| U17 Futsal Téli torna Felsőház (1.)            | 6      | 0     | 6     | 0      | 11  | 0     | 0     | 0     |  |

| 2018/2019 - SZILÁGYI DSE       | Összes | Kezdő | Csere | Kispad | Gól | Öngól | Sárga | Piros |  |
|                                | 11     | 5     | 6     | 0      | 5   | 0     | 1     | 0     |  |
| ------------------------------ | ------ | ----- | ----- | ------ | --- | ----- | ----- | ----- |  |
| Fiú Futsal I.osztály U17 (12.) | 11     | 5     | 6     | 0      | 5   | 0     | 1     | 0     |  |

| 2017/2018 - SIÓFOKI BÁNYÁSZ SE                                     | Összes | Kezdő | Csere | Kispad | Gól | Öngól | Sárga | Piros |  |
|                                                                    | 49     | 31    | 16    | 2      | 25  | 0     | 4     | 0     |  |
| ------------------------------------------------------------------ | ------ | ----- | ----- | ------ | --- | ----- | ----- | ----- |  |
| U-15 I. osztály (16.)                                              | 27     | 27    | 0     | 0      | 1   | 0     | 3     | 0     |  |
| Futsal U-15 B csoport (1.)                                         | 7      | 0     | 7     | 0      | 13  | 0     | 0     | 0     |  |
| Futsal U-15 Döntő (1.)                                             | 3      | 0     | 3     | 0      | 1   | 0     | 0     | 0     |  |
| U-15 Középdöntő Selejtező (1.)                                     | 3      | 0     | 3     | 0      | 2   | 0     | 0     | 0     |  |
| Futsal Középdöntő U15 B csoport                                    | 3      | 0     | 3     | 0      | 2   | 0     | 1     | 0     |  |
| U-16 Korosztályú Megyei férfi strandlabdarúgó bajnokság B (1.)     | 3      | 3     | 0     | 0      | 2   | 0     | 0     | 0     |  |
| U-16 Korosztályú Megyei férfi strandlabdarúgó bajnokság Helyosztók | 1      | 1     | 0     | 0      | 2   | 0     | 0     | 0     |  |
| Strandlabdarúgás U16 Nyugati középdöntő B csoport (2.)             | 2      | 0     | 0     | 2      | 2   | 0     | 0     | 0     |  |

| 2016/2017 - SIÓFOKI BÁNYÁSZ SE, BALATONSZABADI LE              | Összes | Kezdő | Csere | Kispad | Gól | Öngól | Sárga | Piros |  |
|                                                                | 30     | 16    | 10    | 4      | 27  | 0     | 0     | 0     |  |
| -------------------------------------------------------------- | ------ | ----- | ----- | ------ | --- | ----- | ----- | ----- |  |
| U-14 II. osztály Közép-Nyugat (1.)                             | 14     | 7     | 7     | 0      | 9   | 0     | 0     | 0     |  |
| U-14 II. osztály Rájátszás                                     | 3      | 0     | 3     | 0      | 0   | 0     | 0     | 0     |  |
| Megyei U-14 Észak (1.)                                         | 9      | 9     | 0     | 0      | 17  | 0     | 0     | 0     |  |
| U-14 Korosztályú Megyei férfi strandlabdarúgó bajnokság A (1.) | 1      | 0     | 0     | 1      | 1   | 0     | 0     | 0     |  |
| Strandlabdarúgás U14 Nyugati középdöntő B csoport (1.)         | 2      | 0     | 0     | 2      | 0   | 0     | 0     | 0     |  |
| Strandlabdarúgás U14 DÖNTŐ                                     | 1      | 0     | 0     | 1      | 0   | 0     | 0     | 0     |  |

| 2015/2016 - BALATONSZABADI LE | Összes | Kezdő | Csere | Kispad | Gól | Öngól | Sárga | Piros |  |
|                               | 21     | 20    | 1     | 0      | 12  | 0     | 0     | 0     |  |
| ----------------------------- | ------ | ----- | ----- | ------ | --- | ----- | ----- | ----- |  |
| U-16 Sió csoport (3.)         | 1      | 0     | 1     | 0      | 0   | 0     | 0     | 0     |  |
| U-14 Észak (4.)               | 20     | 20    | 0     | 0      | 12  | 0     | 0     | 0     |  |